# Kaple Tří otců
Kaple Tří otců (německy Väters Kapelle), také kaple Korunování Panny Marie, dříve známá též jako Bäterova kaple, je barokní sakrální stavba v Mikulášovicích. Pochází z roku 1710 a je tak nejstarší z místních kaplí. Od roku 1966 je chráněna jako kulturní památka.

## Historie
Kaple byla postavena roku 1710 na náklady tří otců ze sousedství (odtud název); jedním z nich byl obchodník Zacharias Hille. Od svého vzniku až do konce druhé světové války sloužila také jako zvonice pro dolní část Mikulášovic. Zvon vyzváněl pravidelně v poledne a večer (v letním období v 19 hodin, v zimním období v 17 hodin) a při úmrtí někoho z okolí. Na Velikonoční neděli se u kaple pravidelně zastavovali velikonoční jezdci, během měsíce května se v ní konaly každý týden májové pobožnosti. Během první světové války musel být sejmut zvon a přetaven, po jejím skončení se lidé ze sousedství složili na nový. Stejně jako o ostatní mikulášovické kaple, také o kapli Tří otců se po vysídlení původních obyvatel nikdo nestaral. Stavba postupně chátrala, a to i přesto, že je od roku 1966 památkově chráněna. Na počátku 21. století byla kaple v žalostném stavu: zrezivělá rozpadající se střecha a věž a rozvolněné kameny v průčelí. Při generální opravě v roce 2013 byly opraveny vnitřní i vnější omítky, kamenné průčelí a kompletně byla vyměněna střecha s věží.
Kaple je v majetku města Mikulášovice a od roku 1966 je chráněna jako kulturní památka. Využívána je nepravidelně, zpravidla jednou v roce během novény k Duchu svatému.

## Popis
Kaple stojí na téměř čtvercovém půdorysu. Zdivo je kamenné, ze tří stran omítnuté, jen průčelí je obložené pískovcem. Zajímavá je masivní cibulovitá báň s věžičkou, ve které býval zvon. Vnitřní vybavení a dveře kaple se nedochovaly, zmizely brzy po skončení druhé světové války. Vybavení tvořil dřevěný oltář umístěný naproti dveřím, dvě dřevěné lavice (každá pro čtyři až pět osob) a bohatá obrazová výzdoba. Od roku 2018 je v kapli umístěn obraz s motivem Korunování Panny Marie od Tomáše Bodora.

## Galerie

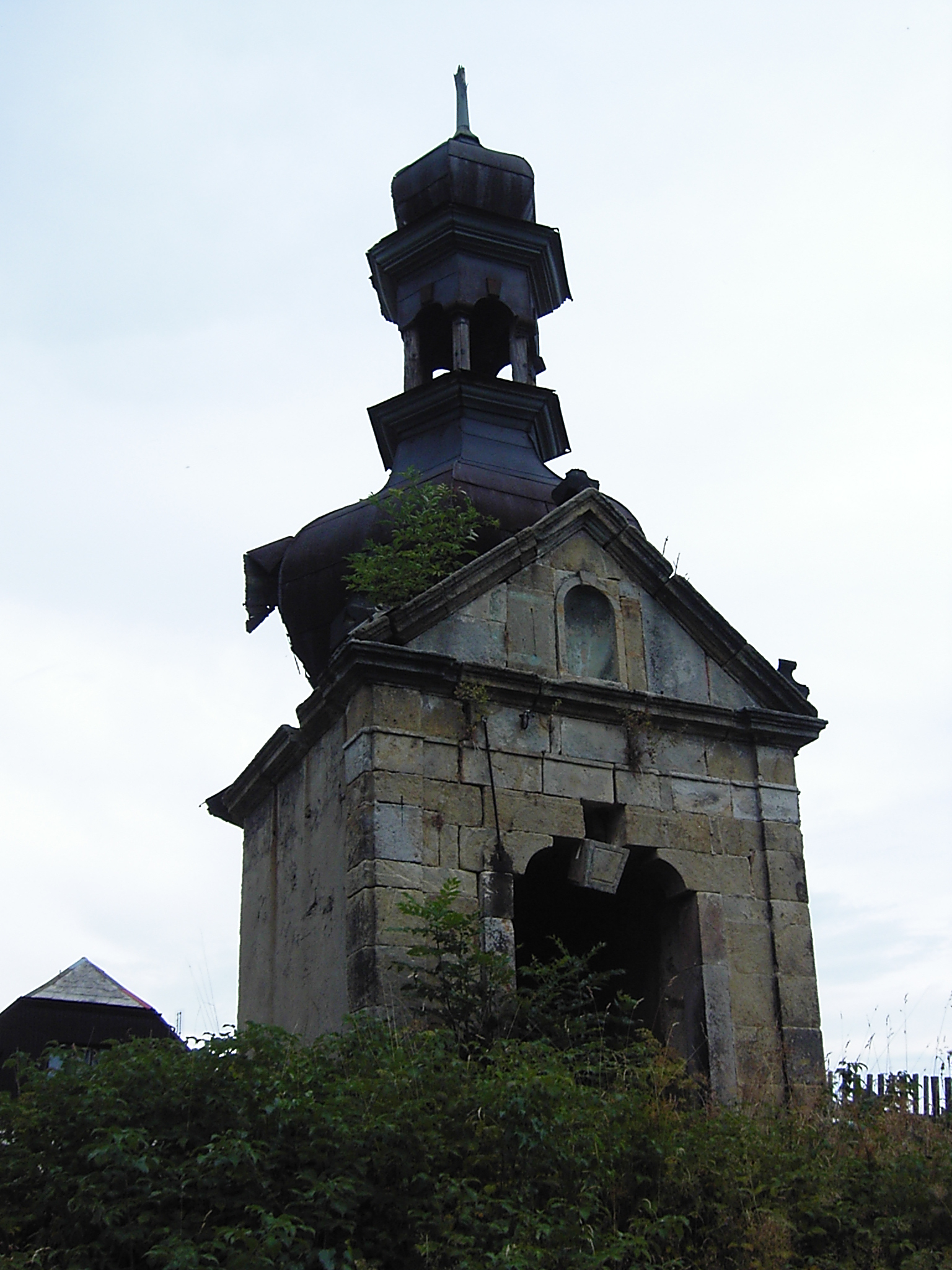
Kaple Tří otců, stav v roce 2006
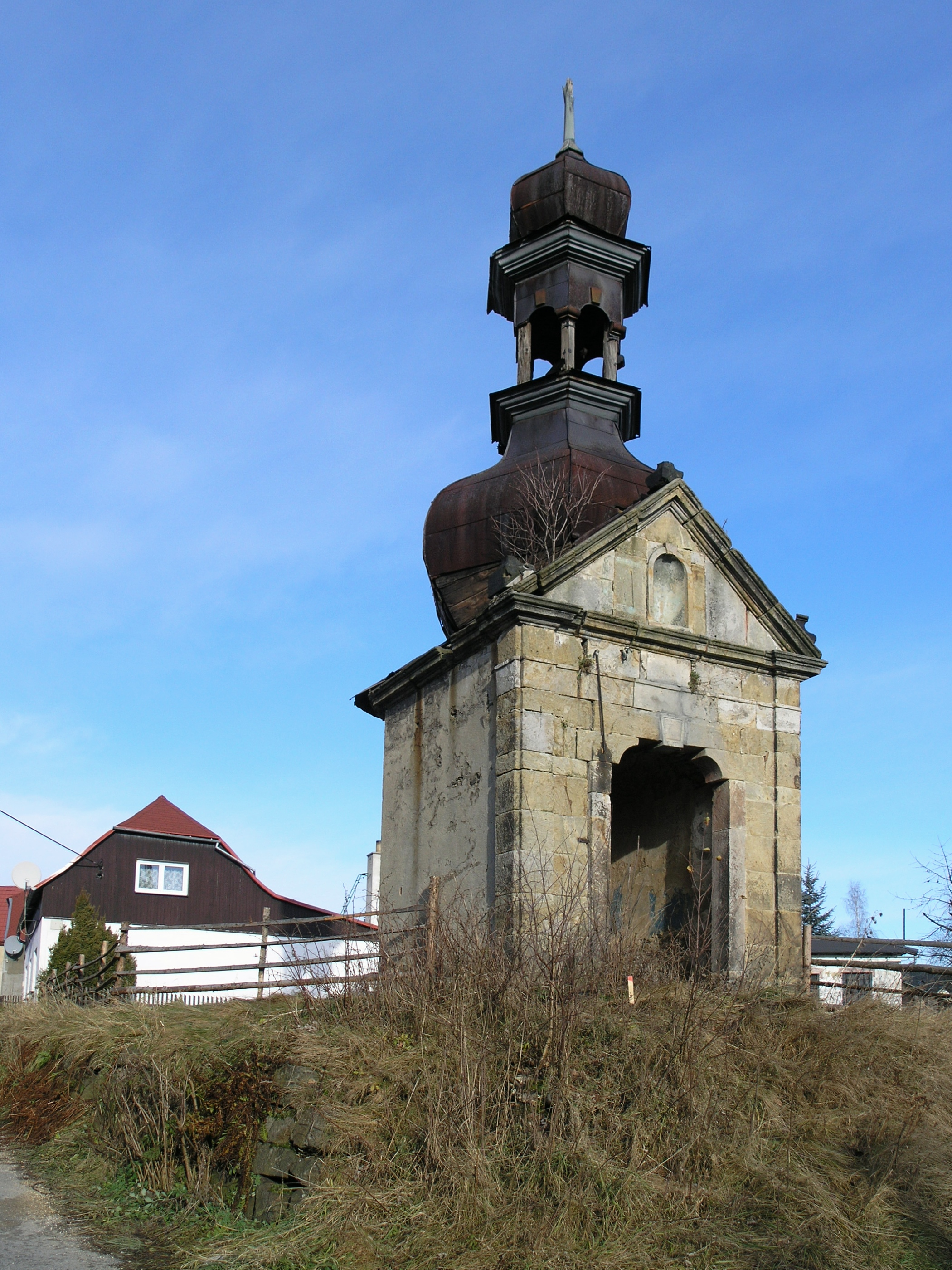
Stav v roce 2008, zajištěný vrcholový klenák
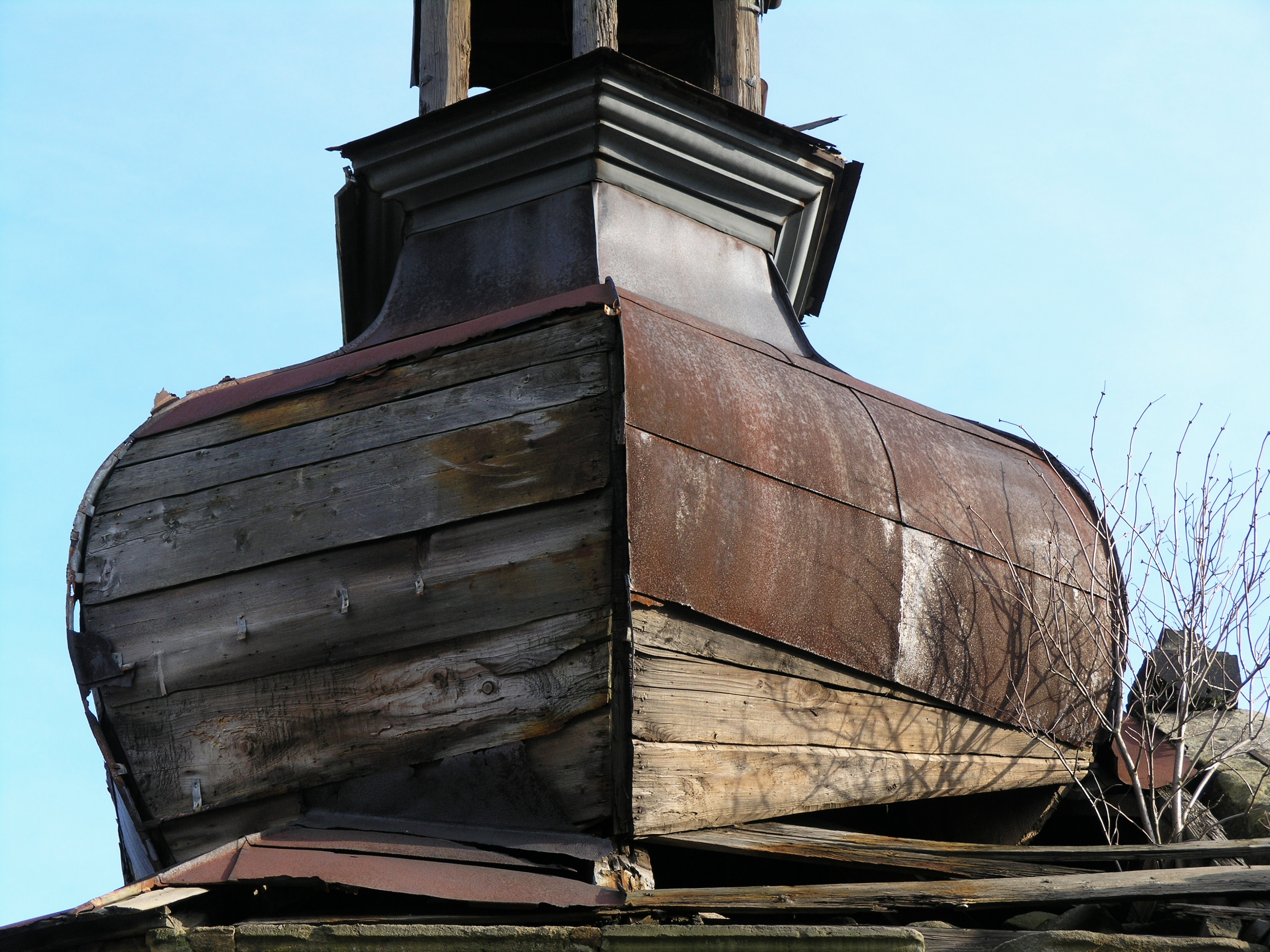
Stav střechy v roce 2008
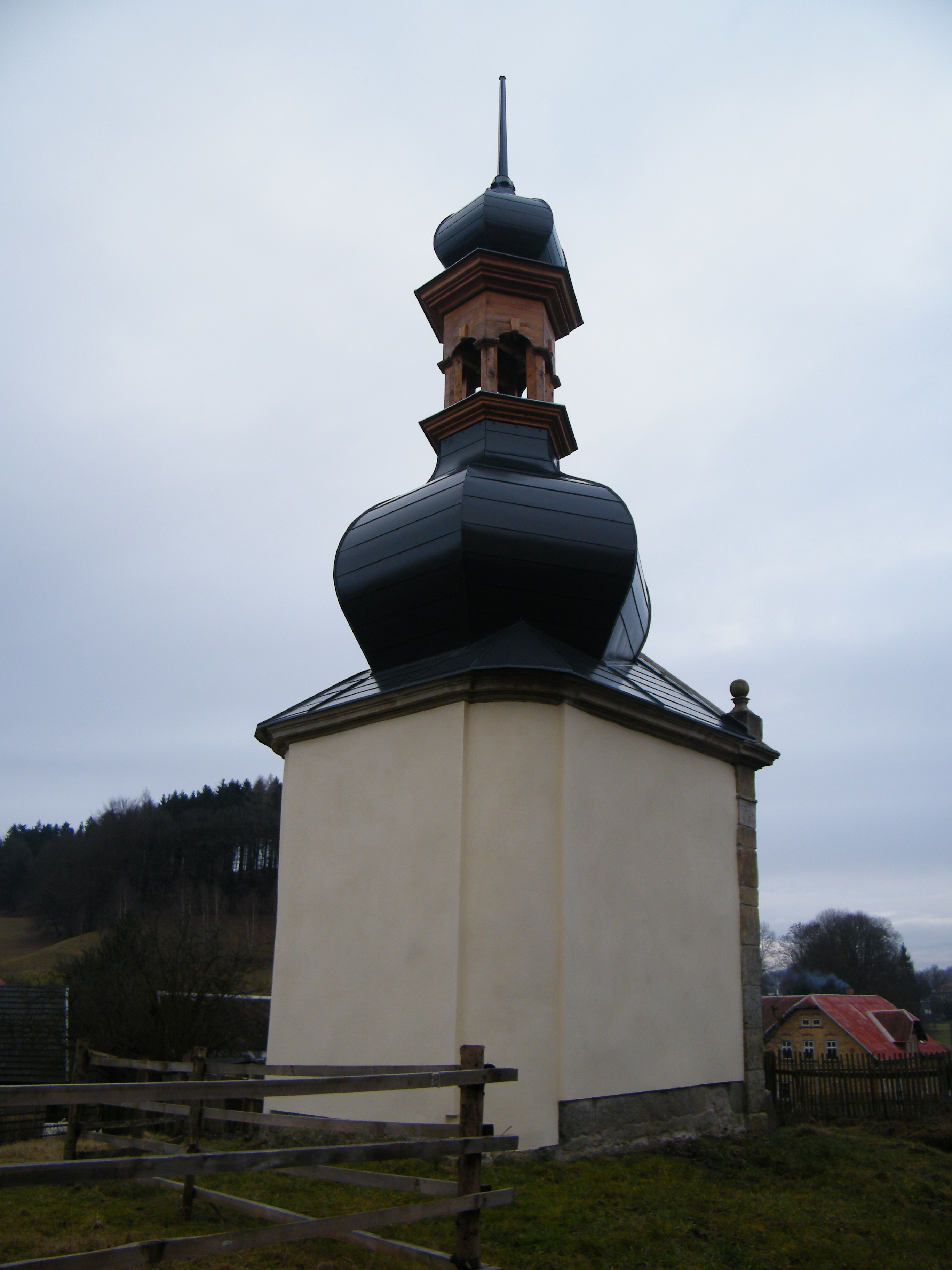
Kaple Tří otců v roce 2013 po celkové rekonstrukci